# Dermatonotus muelleri
Genre
Espèce
Synonymes
- Engystoma muelleri Boettger, 1885

Statut de conservation UICN

 LC  : Préoccupation mineure
Dermatonotus muelleri, unique représentant du genre Dermatonotus, est une espèce d'amphibiens de la famille des Microhylidae.

## Répartition
Cette espèce se rencontre jusqu'à 1 500 m d'altitude, :
- dans le nord de l'Argentine ;
- dans l'est de la Bolivie ;
- au Paraguay ;
- au Brésil du Maranhão à l'État de São Paulo.

## Étymologie
Cette espèce est nommée en l'honneur d'August Müller, qui a fourni à Oskar Boettger une liste d'amphibiens de reptiles provenant du Paraguay.

## Publication originale
- Boettger, 1885 : Liste von Reptilien und Batrachiern aus Paraguay. Zeitschrift für Naturwissenschaften (Halle), vol. 58, p. 213-248 (texte intégral).
- Méhely, 1904 : Investigations on Paraguayan batrachians. Annales Historico-Naturales Musei Nationalis Hungarici, vol. 2, p. 207-232 (texte intégral).